# ازوبيكي اوكونشكو
ازوبيكي اوكونشكو (بالإنجليزية: Okechukwu Godson Azubuike)‏ (19 أبريل 1997 نيجيريا - ) هو لاعب كرة قدم نيجيري، شارك في كرة القدم في الألعاب الأولمبية الصيفية 2016.

## وصلات خارجية
ازوبيكي اوكونشكو على موقع اتحاد تركيا (لاعب) (الإنجليزية)
- ازوبيكي اوكونشكو على موقع قاعدة بيانات كرة القدم.إي يو (الإنجليزية)
- ازوبيكي اوكونشكو على موقع ناشيونال فوتبول تيمز (الإنجليزية)
- ازوبيكي اوكونشكو على موقع Soccerway.com (الإنجليزية)
- ازوبيكي اوكونشكو على موقع عالم كرة القدم.نت (الإنجليزية)
- ازوبيكي اوكونشكو على موقع أوليمبيديا (الإنجليزية)